# Tóth György (kánonjogász)
Tóth György (Veszprém, 1853. október 14. – Kecskemét, 1923. március 27.) kánonjogi doktor, piarista áldozópap.

## Élete
Szülővárosában a gimnázium I-VI., Székesfehérvárt a VII. osztályt elvégezvén, 1872. szeptember 8-án a piarista rendbe lépett Vácon. Egy évi novíciátus után Kecskeméten végezte a gimnázium VII. osztályát. Mint próbaéves tanár egy-egy évig működött Selmecbányán, Magyaróvárt, Sátoraljaújhelyen és közben a teológiából kiállván Nyitrán a nyilvános vizsgálatot, 1877. augusztus 10-én pappá szentelték. Ez évben Budapestre helyezte a rendkormány, ahol 14 évig tanította a klasszika-filológiát, amelyből 1880. decemberben tanári oklevelet szerzett; a kánonjogi doktorátust 1889. december 14-én tette le a budapesti egyetemen. 
1891-ben a lévai rendház főnöke és a főgimnázium igazgatója lett. 1897-től ezen állásban Kecskeméten működött. 1909. júliusban a rendi kiskáptalan asszisztenssé választotta, miután 9 évig kormánytanácsosként dolgozott. A rendi hittanárokat képesítő budapesti bizottságnak vizsgáló-, Kecskemét város képviselőtestületének tagja volt.
Léván a Bars c. hetilapnak munkatársa volt (A nevelésről, A tornázás hasznáról, Egy testi és egy lelki tehetségünkről); a selmeci gymnasium Értesítőjében (1875. A színművek hatásáról); a lévai főgimnázium Értesítőjében (1897. A szülők figyelmébe); a kecskeméti katolikus főgimnázium Értesítőjében (1906. Arányi Á. nekrologja).

## Munkái
- Szepesi Imre latin nyelvtana. Átdolgozta. Bpest, 1886
- Szepesi Imre latin nyelvtana. I. rész. Alaktan a gymnasium I. és II. osztályának. Átdolgozta ... 14 kiadás. Bpest, 1887 (2. kiadás. Uo. 1899)
- Gyakorló- és olvasókönyv Szepesi Imre latin alaktanához. Uo. 1887
- Ugyanaz. II. rész. Mondattan. A gymnasium III. és IV. osztályának. Uo. 1887 (2. kiadás. Uo. 1899)
- Praeparatio Vergilius Aeneisének VI. énekéhez. Uo. 1891 (A latin praeparatiók 2., 5., 8. füz. Ism. Egy. Philol. Közlöny és Közoktatási Szemle)
- Latin olvasókönyv (Livius és Ovidius nyomán Szepesi-Tóth Mondattanához) a középiskolák III. és IV. oszt. számára. Uo. 1892. (Ism. Egyet. Philol. Közlöny. 2. kiadás. Uo. 1899)
- A lévai tanítórendi gymnasium története. 1815-1895. Léva, 1896 (Kül. ny. a lévai főgymn. Értesítőjéből. Ism. Bars, 1896)